# Vojarna Sjeverni logor u Mostaru
Vojarna Sjeverni logor (njemački: Nordlager) bila je austro-ugarska vojarna u Mostaru.

## Izgradnja
Podignuta je nakon austro-ugarskog zaposjedanja Bosne i Hercegovine 1878. godine. Mostar je bio pozadinsko uporište i imao je 19 utvrđenih objekata, najviše u Bosni i Hercegovini (BiH). Bio je pojasna utvrda, jedna od četiriju koje je sagradila Austro-Ugarska u BiH. Unutarnju obrambenu jezgru činile su četiri vojarne nazvane po stranama svijeta.

## Rat u Bosni i Hercegovini
Na početku Rata u Bosni i Hercegovini bila je vojarna Jugoslavenske narodne armije (JNA). U popodnevnim satima 3. travnja 1992. JNA je počela opsadu Mostara. Daljinski upravljanom eksplozivnom napravom eksplodirana je cisterna u naselju Zaliku, preko puta vojarne, pri čemu su poginuli jedan vojnik i tri civila. Od eksplozije je srušen dio vojarne i oštećeni okolni objekti. Poslije četiri dana JNA je otvoreno napala Mostar. Vojarnu su 15. lipnja 1992. zauzeli Oružane snage Republike Hrvatske (HV), Hrvatsko vijeće obrane (HVO) i Hrvatske obrambene snage (HOS) u operaciji Lipanjske zore. Vojarna je ponijela ime Tihomira Mišića i od vojarne JNA postala je vojarna HVO u kojoj je bilo smješteno zapovjedništvo HVO-a Mostar. 
Dok je najveći dio linije prema srpskim snagama u Podveležju držao HVO, Bošnjaci su smišljali napad na HVO. Dana 19. travnja 1993., 20 dana prije otvorena napada, Armija Republike Bosne i Hercegovine (ARBiH) sastavila je zapovijed za napad na HVO u Mostaru sa šifrom „RAK-625”. U planu je bilo izvršiti diverziju na prijelazu iz Sjevernog logora preko rijeke Neretve.
Dana 6. svibnja, nakon povratka sa smjene, koju su Bošnjaci i Hrvati zajednički održavali na crti prema Srbima, Hrvatima je oduzeto oružje, a potom su preživjeli stavljeni u pritvor. Zapovijed od 19. travnja počela se ostvarivati 9. svibnja 1993., u 5 sati ujutro, kad je Armija BiH napala vojarnu Sjeverni logor i mnoge važne ciljeve u središtu grada, zacrtane još 19. travnja. Jedinice Armije BiH smještene u zapadnom Mostaru u zgradi Vranica pokrenule su veliku ofenzivu.
Armija Republike Bosne i Hercegovine napala je i zauzela vojarnu 30. lipnja 1993. Ranog jutra 30. lipnja 1993. između 3:00 i 3:45 snage ARBiH napale su vojarnu. Akciju su podržali vojnici HVO-a muslimanske nacionalnosti koji su dezertirali iz HVO-a i stupili u redove ARBiH, naročito s muslimanskim vojnicima 1. i 3. brigade HVO-a, kao i 2. brigade, uključujući 1. bojnu „Bijelo Polje” i 2. bojnu.
Prvog tjedna 2006. Ujedinjena hrvatska stranka prava BiH zatražila je pismom predsjedniku Gradskog vijeća da se na mjestu bivše vojarne JNA sagradi katolička crkva "radi jačanja suživota, vjerske i nacionalne tolerancije". Odlukom Vlade FBiH tijekom 2006. dana je privremena uporaba vojarne bez plaćanja naknade Sveučilištu Džemal Bijedić, koje je potom sagradilo sedam novih objekata na ovoj lokaciji i adaptirao tri postojeća objekta. Vlasnik vojarne postalo je 2016. odlukom Vlade FBIH o prenošenju prava raspolaganja/vlasništva na većem broju katastarskih čestica.